# Riksvei 13
De Riksvei 13 (Rijksweg 13, Riksvei is Bokmål, in Nynorsk wordt Riksveg 13 geschreven) is een hoofdverbindingsweg in het zuiden van Noorwegen. De weg loopt van Stavanger aan de Noorse Zeekust in de provincie Rogaland naar Sogndalsfjøra in de provincie Vestland. De totale lengte van de weg is 449,9 kilometer en loopt van zuid naar noord door de provincies Rogaland en Vestland, langs een meer landinwaartse route dan de E39 snelweg.
Vóór 2019 verbond de Rv13 Sandnes met Balestrand. Dat najaar werd het tracé aan beide eindpunten van de weg aangepast. Het noordelijke eindpunt van de weg bij het dorp Balestrand werd dat jaar verplaatst met het gedeelte van de Noorse provinciale weg 55 van Balestrand naar Sogndalsfjøra toe te voegen aan de nationale weg 13, waardoor deze helemaal doorliep tot Sogndalsfjøra. Eind 2019 werd een nieuwe tunnel geopend tussen Stavanger en Tau, de 14,4 km lange Ryfylketunnel, 's werelds diepste openbare wegtunnel. Riksvei 13 werd vervolgens omgeleid door deze tunnel, en de aanluitende tunnels van het Ryfast project onder het stadscentrum van Stavanger waardoor deze eindigde bij de verkeerswisselaar met de E39 in Stavanger in plaats van zoals daarvoor in Sandnes. De (langere) weg tussen Tau en Sandnes die een overtocht met de veerboot heeft (van Oanes naar Lauvika over de Høgsfjord) werd gedeklasseerd van Riksvei 13 naar een reeks van meerdere provinciale wegen.
Naast de Ryfylketunnel maken ook de Hundvågtunnel, de Tunsbergtunnel, de Vallaviktunnel, de Fresviktunnel en tientallen andere kleine tunnels deel uit van het tracé. De in 2013 geopende Hardangerbrua is de brug met de langste overspanning van Noorwegen, 1.310 meter over de Eidfjord, een zijtak van de Hardangerfjord, en is ook onderdeel van de nationale weg.
Riksvei 13 heeft sinds 2019 twee veerbootovertochten: van Vangsnes naar Dragsviki (over de Sognefjord) en van Nesvik naar Hjelmelandsvågen (over de Jøsenfjord). Delen van de weg zijn omwille van de natuurpracht aangewezen als Nationale Toeristische Routes. Ook de Låtefossen watervallen ten noorden van Skarde liggen langs de Rv13.
Gedeeltes van de weg worden gedeeld met het traject van de E134 (tussen Horda en Skarde) en met de E16 (tussen Vossevangen en Vinje).
Na de bouw van de Hardangerbrug op het traject zelf, en de Jondalstunnel en de Mælefjelltunnel in de omgeving werd rijksweg 13 tussen Skarde en Vossevangen steeds vaker gebruikt door auto's. Delen van de weg in dit gebied zijn zo smal dat zware voertuigen niet overal kunnen samenkomen, waardoor ze vaak achteruit moeten rijden naar een breder deel van de weg zodat ze elkaar kunnen passeren.  Verkeer met aanhangwagen of caravan wordt in dit deeltraject gebruik van de weg afgeraden. De toenemende hoeveelheid verkeer heeft het rijden moeilijker gemaakt, dus heeft de regering besloten om enkele van de smalle delen tussen Skarde en de Hardangerbrug voor 2035 te herbouwen.
Europese wegen:
E6 · E8 · E10 · E12 · E14 · E16 · E18 · E39 · E45 · E69 · E75 · E105 · E134 · E136
Riksveier:
2 · 
3 · 
4 · 
5 · 
7 · 
9 · 
12 · 
13 · 
15 · 
19 · 
20 · 
21 · 
22 · 
23 · 
25 · 
35 · 
36 · 
40 · 
41 · 
42 · 
44 · 
47 · 
52 · 
55 · 
70 · 
73 · 
77 · 
80 · 
83 · 
85 · 
92 · 
93 · 
94 · 
110 · 
111 · 
120 · 
150 · 
156 · 
159 · 
162 · 
163 · 
190 · 
191 · 
200 · 
282 · 
420 · 
451 · 
502 · 
509 · 
510 · 
518 · 
555 · 
562 · 
580 · 
616 · 
617 · 
658 · 
681 · 
706 · 
827 · 
833 · 
853 · 
862 · 
881 · 
887 · 
892 · 
893